# Matti Breschel

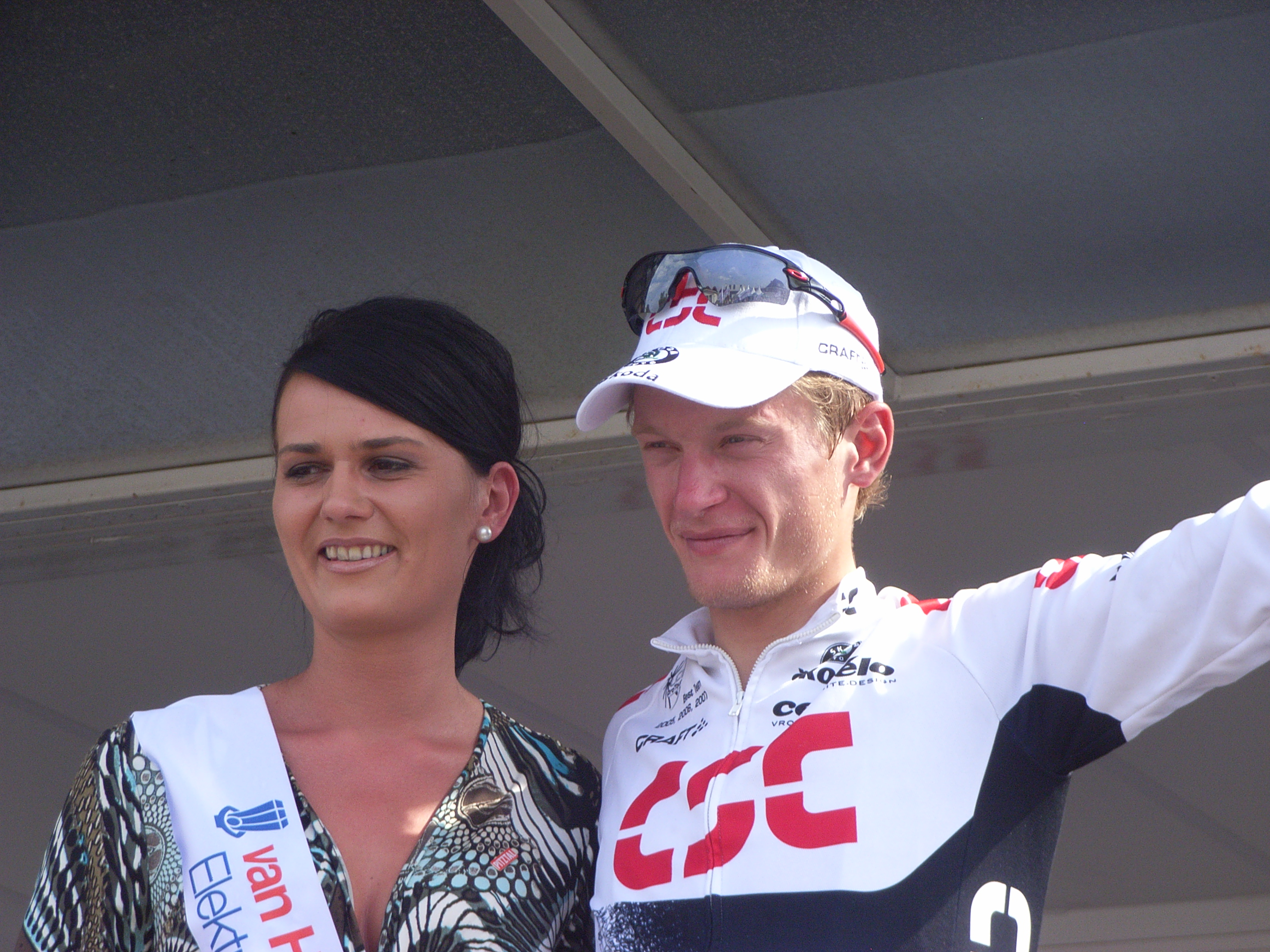
Breschel na een etappewinst in de Ster Elektrotoer naar Valkenburg 2008

Matti Breschel (Ballerup, 31 augustus 1984) is een voormalig Deens wielrenner die in 2019 zijn loopbaan afsloot bij EF Education First Pro Cycling.
Breschel staat anno 2016 onder contract bij Cannondale Pro Cycling Team. Hij werd zowel in 2004 als in 2005 derde op het Deens kampioenschap op de weg, in 2008 werd hij tweede, en in 2009 mocht hij de hoogste trede van het podium betreden.
In 2008 kende Breschel een succesvol jaar. Hij won de laatste etappe in de Ronde van Spanje en eindigde als derde in de wegrit van het wereldkampioenschap wielrennen, na Alessandro Ballan en Damiano Cunego. In 2009 behaalde hij ritzeges in onder andere de Ronde van Luxemburg en de Ronde van Zwitserland en werd hij Deens kampioen. In 2010 won hij Dwars door Vlaanderen en eindigde hij als tweede op het wereldkampioenschap wielrennen achter wereldkampioen Thor Hushovd.
Breschel reed in 2011 en 2012 voor de Nederlandse ploeg Rabobank. Vanwege een oude blessure liet Breschel voor het begin van zijn eerste seizoen in dienst van de bankiersploeg een operatie ondergaan. Hierdoor was hij enkele weken uit roulatie. Door deze blessure kon Breschel niet meedoen aan de voorjaarsklassiekers. In maart 2011 onderging hij opnieuw een operatie.
Breschel verliet eind 2012 Rabobank en tekende een contract van twee jaar bij Team Saxo-Tinkoff. Na drie jaar zou hij die ploeg, die inmiddels Tinkoff-Saxo heette, verlaten voor een avontuur bij het Amerikaanse Cannondale. In het tweede deel van zijn carrière had Breschel last van Artritis. Dit werd in 2013 bij de Deen vastgesteld.

## Belangrijkste overwinningen
2000
 Deens kampioen ploegentijdrit, Junioren
2001
 Deens kampioen op de weg, Junioren
2002
Eindklassement Driedaagse van Axel
2e deel B en 3e etappe Münsterland Tour
2004
2e etappe Ringerike GP
Ronde van Canavese
3e etappe Circuit des Ardennes
2005
Jongerenklassement Ronde van Qatar
2006
Jongerenklassement Driedaagse van West-Vlaanderen
2007
2e etappe Ronde van Denemarken
2e etappe Ronde van Ierland
2008
Commerce Bank International Championship
2e etappe Ster Elektrotoer
Puntenklassement Ster Elektrotoer
2e en 3e etappe Ronde van Denemarken
21e etappe Ronde van Spanje
2009
2e etappe Ronde van Catalonië
1e etappe Ronde van Luxemburg
Puntenklassement Ronde van Luxemburg
3e etappe Ronde van Zwitserland
 Deens kampioen op de weg, Elite
1e etappe Ronde van Denemarken
2010
Dwars door Vlaanderen
3e etappe Ronde van Denemarken
2012
3e etappe Ronde van Burgos
2013
2e en 3e etappe Ronde van Denemarken
2014
2e en 3e etappe Ronde van Luxemburg
Eind- en puntenklassement Ronde van Luxemburg
2015
3e en 4e etappe Ronde van Denemarken
Puntenklassement Ronde van Denemarken

## Resultaten in voornaamste wedstrijden
| Jaar | Ronde van Italië | Ronde van Frankrijk | Ronde van Spanje |
| ---- | ---------------- | ------------------- | ---------------- |
| 2005 |                  |                     |                  |
| 2007 | 120e             |                     |                  |
| 2008 |                  |                     | 48e (1)          |
| 2009 |                  |                     | 68e              |
| 2010 |                  | 141e                |                  |
| 2011 |                  |                     | opgave           |
| 2012 |                  |                     | 159e             |
| 2013 | opgave           |                     |                  |
| 2014 |                  |                     |                  |
| 2015 |                  |                     |                  |
| 2016 |                  | opgave              |                  |
| 2017 |                  |                     |                  |
| 2018 |                  |                     |                  |
| 2019 | opgave           |                     |                  |

| Jaar | Milaan-San Remo | Gent-Wevelgem | Ronde van Vlaanderen | Parijs-Roubaix | Amstel Gold Race | Ronde van Lombardije | Cyclassics Hamburg | Parijs-Tours | Dwars door Vlaanderen |  | WK op de weg |  | Wereldranglijsten |
| ---- | --------------- | ------------- | -------------------- | -------------- | ---------------- | -------------------- | ------------------ | ------------ | --------------------- |  | ------------ |  | ----------------- |
| 2005 | 120e            | 17e           | opgave               | 58e            |                  |                      |                    | 17e          | 43e                   |  |              |  |                   |
| 2007 | 60e             | 85e           | opgave               | 14e            |                  |                      | 15e                | 107e         | 61e                   |  | opgave       |  | 201e (UPT)        |
| 2008 | 40e             | 20e           | 58e                  | 20e            |                  |                      |                    | 17e          | 18e                   |  | ↑            |  | 145e (UPT)        |
| 2009 | 134e            | 15e           | 6e                   | 10e            |                  |                      | ↑                  |              |                       |  | 7e           |  | 41e (UWK)         |
| 2010 | 11e             | 8e            | 15e                  | opgave         |                  | opgave               |                    | 25e          | ↑                     |  | ↑            |  | 136e (UWK)        |
| 2011 |                 |               |                      |                |                  |                      |                    |              |                       |  |              |  | 208e (UWT)        |
| 2012 | 31e             | ↑             | 9e                   |                | opgave           |                      |                    | opgave       |                       |  | opgave       |  | 74e (UWT)         |
| 2013 | 73e             | 13e           | 25e                  | 15e            |                  | 49e                  | 9e                 |              |                       |  | opgave       |  | 125e (UWT)        |
| 2014 |                 | 72e           | opgave               |                |                  |                      | 19e                | 14e          |                       |  | 4e           |  | 224e (UWT)        |
| 2015 | 12e             | opgave        | 73e                  | 97e            |                  |                      | 7e                 | opgave       | 12e                   |  | 33e          |  | 94e (UWT)         |
| 2016 |                 | opgave        | opgave               |                |                  |                      |                    |              |                       |  | opgave       |  |                   |
| 2017 | 23e             | opgave        | 32e                  | 99e            | opgave           |                      | 29e                |              | 12e                   |  |              |  | 191e (UWT)        |
| 2018 | 12e             |               | 98e                  | 35e            | opgave           | opgave               |                    | 88e          |                       |  | opgave       |  |                   |
| 2019 |                 |               | 80e                  | 60e            |                  |                      |                    |              |                       |  |              |  |                   |

## Ploegen
- 2004 –  Team PH
- 2005 –  Team CSC
- 2006 –  Team CSC
- 2007 –  Team CSC
- 2008 –  Team CSC Saxo Bank
- 2009 –  Team Saxo Bank
- 2010 –  Team Saxo Bank
- 2011 –  Rabobank
- 2012 –  Rabobank
- 2013 –  Team Saxo-Tinkoff
- 2014 –  Tinkoff-Saxo
- 2015 –  Tinkoff-Saxo
- 2016 –  Cannondale-Drapac Pro Cycling Team [a]
- 2017 –  Astana Pro Team
- 2018 –  Team EF Education First-Drapac p/b Cannondale
- 2019 –  EF Education First Pro Cycling

1. ↑  Tot 30 juni heette de ploeg Cannondale Pro Cycling Team, maar na het aantrekken van Drapac werd de naam veranderd.